# سانيا دارماساكتي
سانيا دارماساكتي (5 أبريل 1907 - 6 يناير 2002)، هو رجل قانون تايلاندي وأستاذ جامعي وسياسي. شغل منصب رئيس الوزراء الثاني عشر لتايلاند من عام 1973 إلى عام 1975.

## وفاته
توفي في مستشفى راماثي بودي في بانكوك في 6 يناير 2002.